# Archidiocèse de Carthagène des Indes
Ne doit pas être confondu avec Diocèse de Carthagène.
L'archidiocèse de Carthagène des Indes (en latin : archidioecesis Carthaginensis in Columbia ; en espagnol : arquidiócesis de Cartagena de Indias) est un archidiocèse métropolitain de l'Église catholique en Colombie.
Il est l'un des sièges épiscopaux les plus anciens du nouveau monde, et le troisième érigé en Amérique du Sud. Le diocèse est créé par le pape Clément VII le 24 avril 1534 et élevé au rang d'archidiocèse métropolitain le 20 juillet 1900 sous le pontificat de Léon XIII. Durant trois siècles, Carthagène, Santa Marta, Bogota et Popayán sont les uniques circonscriptions ecclésiastiques sur le territoire de l'actuelle Colombie.

## Territoire
Il comprend 19 municipalités du département de Bolívar : Arjona, Arroyohondo, Calamar, Carthagène des Indes, Clemencia, El Carmen de Bolívar, El Guamo, Mahates, Maria La Baja, San Cristóbal, San Estanislao, San Jacinto, San Juan de Nepomuceno, Santa Catalina, Santa Rosa, Soplaviento, Turbaco, Turbaná et Villanueva.
Son territoire a une superficie de 8 200 km2 divisé en 108 paroisses. Le siège archiépiscopal est dans la ville de Carthagène des Indes où se trouve la cathédrale Sainte-Catherine-d'Alexandrie (es). Le couvent des Augustins récollets situé sur le Cerro de La Popa (es), la plus haute colline de Carthagène des Indes, possède une statue de Notre-Dame de la Candelaria, qui est la patronne de la ville. L'église Saint-Pierre-Claver conserve le corps de saint Pierre Claver tandis que la chapelle du collège Biffi garde les restes de sainte Marie Bernarde Bütler, fondatrice des franciscaines missionnaires de Marie Auxiliatrice,.

## Historique
Le diocèse de Carthagène des Indes est érigé le 24 avril 1534 par la bulle pontificale Illius fulciti praesidio du pape Clément VII en prenant une partie du diocèse de Panama (aujourd'hui archidiocèse de Panama). Il est nommé suffragant de l'archidiocèse de Séville comme tous les premiers diocèses créés en Amérique entre 1511 et 1546.
Il devient ainsi le troisième diocèse sur la terre ferme du continent américain après ceux de Panama et de Santa Marta. (les premiers diocèses du Nouveau Monde sont érigés en 1511 sur l'île d'Hispaniola avec Saint-Domingue et Concepción et sur l'île de Porto Rico avec San Juan).
Par la bulle Super universas orbis ecclesiae du 12 février 1546, Paul III élève trois diocèses du continent américain au rang d'archidiocèse métropolitain : Lima (dans la vice-royauté du Pérou) ainsi que Saint-Domingue et Mexico (dans la vice-royauté de Nouvelle-Espagne) qui deviennent les trois premiers archidiocèses de l'Empire espagnol en Amérique. À partir de cette date, les diocèses d'Amérique cessent d'être suffragants de l'archidiocèse de Séville et intègrent une de ces trois provinces ecclésiastiques. Le diocèse de Carthagène des Indes incorpore celle de l'archidiocèse de Saint-Dominguepuis celle de l'archidiocèse de Santafé de Nouvelle-Grenade (aujourd'hui archidiocèse de Bogota) le 22 mars 1564.
Il cède une partie de son territoire le 31 août 1804 pour l'érection du diocèse d'Antioquia (aujourd'hui archidiocèse de Santa Fe de Antioquia).
Durant soixante années, lors du XIXe, l'Église souffre des restrictions imposées par le régime libéral, comme l'expropriation de la propriété ecclésiastique (1861-1863) ou la déclaration de frais des cultes (1861) par laquelle aucun ecclésiastique ne peut exercer les fonctions du culte sans l'autorisation du pouvoir exécutif, la suppression des communautés religieuses (1861) ou l'expulsion des Jésuites (1861). L'évêque Bernardino Medina y Moreno est expulsé pour ne pas avoir accepté les « frais de cultes », il revient en 1865 pour être à nouveau expulsé en 1866 et revenir en 1867.
Le 20 juin 1900, il est élevé au rang d'archidiocèse métropolitain par le décret In votis de la congrégation pour les évêques avec les diocèses de Santa Marta et de Panama (aujourd'hui archidiocèse de Panama) comme suffragants,.
Au cours du XXe siècle, il cède plusieurs fois des parties de son territoire pour l'érection de nouvelles circonscriptions ecclésiastiques : le 20 juin 1912 pour la mission sui juris de San Andrés et Providencia (aujourd'hui vicariat apostolique de San Andrés y Providencia); le 12 juin 1924 pour la préfecture apostolique de Sinú; le 7 juillet 1932 pour le diocèse de Barranquilla (maintenant archidiocèse de Barranquilla); le 20 novembre 1954 pour le diocèse de Montería; et le 25 avril 1969 pour les diocèses de Maganguéet Sincelejo.

## Évêques et archevêques
- Liste des évêques et archevêques de Carthagène des Indes

## Statistiques
| An                                                                        | Population | Population | Population | Prêtres | Prêtres        | Prêtres        | Prêtres         | Diacres | Religieux | Religieux | Paroisses |
| An                                                                        | Baptisés   | Total      | %          | Total   | Clerc séculier | Clerc régulier | Baptisés prêtre | Diacres | Hommes    | Femmes    | Paroisses |
| ------------------------------------------------------------------------- | ---------- | ---------- | ---------- | ------- | -------------- | -------------- | --------------- | ------- | --------- | --------- | --------- |
| 1950                                                                      | 804.000    | 805.000    | 99,9       | 78      | 35             | 43             | 10.307          |         | 68        | 382       | 74        |
| 1959                                                                      | 590.000    | 593.000    | 99,5       | 72      | 46             | 26             | 8.194           |         | 42        | 393       | 54        |
| 1964                                                                      | 814.703    | 815.178    | 99,9       | 584     | 412            | 172            | 1.395           |         | 172       | 1.048     | 398       |
| 1970                                                                      | 530.000    | 550.000    | 96,4       | 70      | 35             | 35             | 7.571           |         | 49        | 306       | 40        |
| 1976                                                                      | 660.000    | 680.000    | 97,1       | 93      | 58             | 35             | 7.096           | 3       | 48        | 339       | 80        |
| 1980                                                                      | 780.000    | 832.000    | 93,8       | 99      | 63             | 36             | 7.878           | 3       | 46        | 376       | 82        |
| 1990                                                                      | 950.000    | 1.150.000  | 82,6       | 97      | 55             | 42             | 9.793           | 2       | 58        | 308       | 74        |
| 1999                                                                      | 1.249.000  | 1.400.000  | 89,2       | 126     | 77             | 49             | 9.912           | 2       | 63        | 261       | 94        |
| 2000                                                                      | 1.350.000  | 1.505.000  | 89,7       | 126     | 74             | 52             | 10.714          | 2       | 62        | 261       | 94        |
| 2001                                                                      | 1.051.000  | 1.167.000  | 90,1       | 127     | 83             | 44             | 8.275           | 2       | 54        | 261       | 100       |
| 2002                                                                      | 1.066.000  | 1.185.000  | 90,0       | 128     | 82             | 46             | 8.328           | 2       | 56        | 261       | 108       |
| 2003                                                                      | 1.176.000  | 1.196.000  | 98,3       | 130     | 77             | 53             | 9.046           | 2       | 59        | 246       | 103       |
| 2004                                                                      | 1.076.500  | 1.210.000  | 89,0       | 135     | 81             | 54             | 7.974           | 2       | 79        | 243       | 103       |
| 2006                                                                      | 1.076.000  | 1.228.000  | 87,6       | 135     | 77             | 58             | 7.970           | 2       | 91        | 258       | 102       |
| Source: catholic-hierarchy.org, à son tour pris de l'Annuaire Pontificio. |            |            |            |         |                |                |                 |         |           |           |           |